# Mekka (provincie)
Een van de provincies van Saoedi-Arabië heeft de naam gekregen van de Heiligste stad van de Islam namelijk Mekka (Arabisch: مكة, Makkah). Een andere naam voor deze provincie is de westelijke provincie. Deze provincie ligt in het Hidjaz gebied. De belangrijkste steden naast Mekka in deze provincie zijn Jeddah en Taif. De provincie heeft een oppervlakte van 153.128 km² en had in 2004 5.797.971 inwoners.
Al Bahah · Al Hudud ash Shamaliyah · Al Jawf · Al Qasim · Ash-Sharqiyah · Asir · Hail · Jizan · Medina · Mekka · Najran · Riyad · Tabuk